# Bundesratswahl 2025

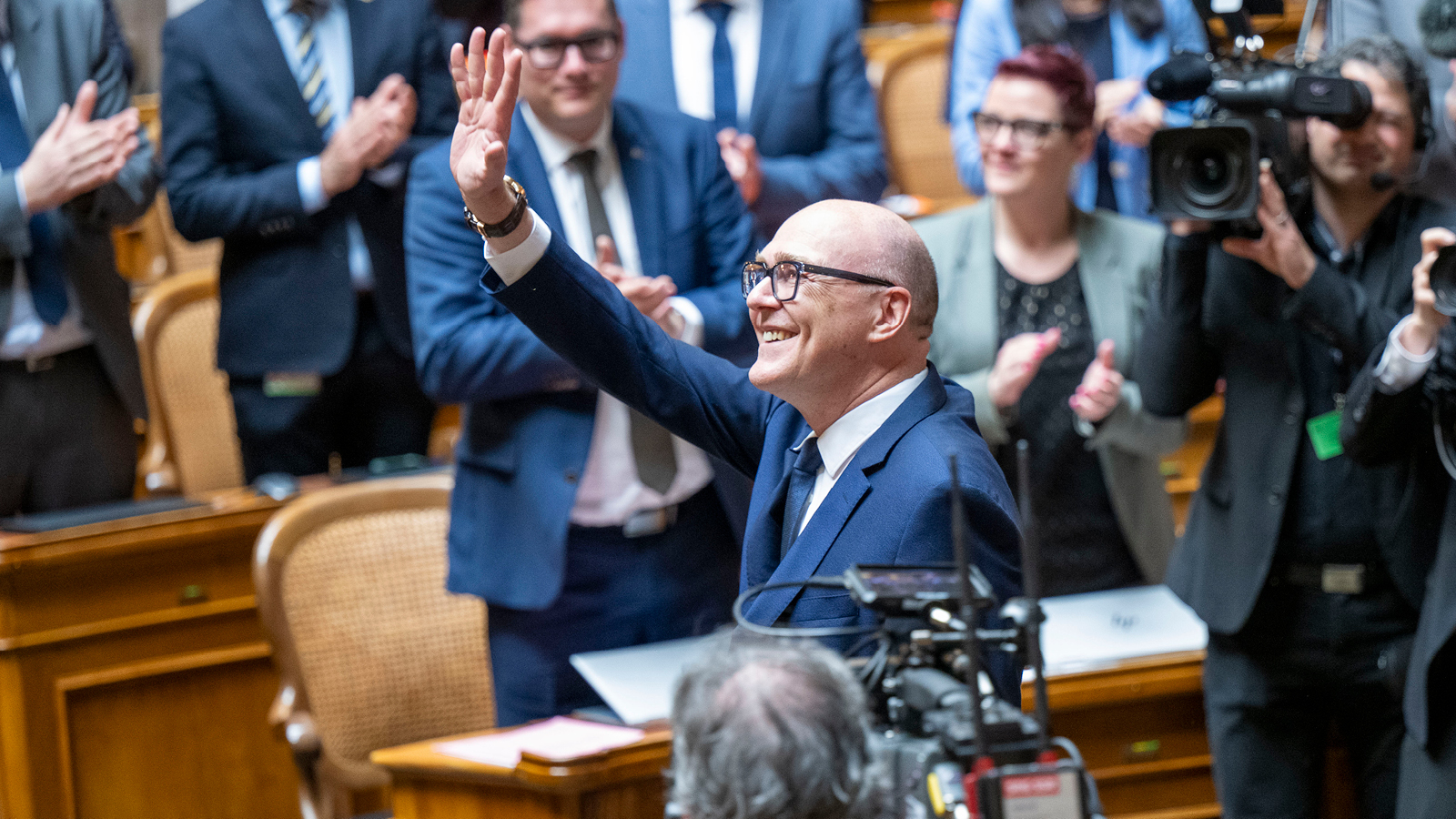
Martin Pfister nach seiner Wahl in den Bundesrat

Bei der Bundesratswahl 2025 wählte die Vereinigte Bundesversammlung der Schweiz Martin Pfister als Nachfolger der zurücktretenden Bundesrätin Viola Amherd (Mitte). Die Wahl fand am 12. März 2025 statt.

## Hintergrund
Die Walliser Mitte-Politikerin Viola Amherd ist seit dem 1. Januar 2019 Mitglied des Bundesrates und leitet das Eidgenössische Departement für Verteidigung, Bevölkerungsschutz und Sport (VBS). Nach den Gesamterneuerungswahlen des Parlaments wurde sie bei der Bundesratswahl 2023 für die Amtsperiode 2024–2027 wiedergewählt. Am 15. Januar 2025 gab sie jedoch ihren vorzeitigen Rücktritt auf Ende März 2025 bekannt.
Mehrere Medien berichteten in den Wochen um den Jahreswechsel herum über einen möglichen Rücktritt. Am 6. Januar 2025 gab der Mitte-Parteipräsident Gerhard Pfister seinen Rücktritt als Parteipräsident bekannt. Im Zusammenhang mit Pfisters Rücktritt wurden seine Ambitionen für das Bundesratsamt öffentlich thematisiert. Wenige Tage vor Amherds Rücktrittsankündigung kritisierte die SVP die Amtsführung von Amherd bei einer Tagung des Parteikaders. Dabei forderten SVP-Vertreter Amherds Rücktritt. Rücktrittsforderungen gelten in der Schweiz als unüblich, weshalb es aus anderen Parteien Kritik an der Forderung gab. Über einen Rücktritt von Ignazio Cassis zum gleichen Termin wurde spekuliert.

## Wahlmodalität
Die sieben Mitglieder des Bundesrates werden von der Vereinigten Bundesversammlung für eine Amtsdauer von vier Jahren gewählt. In der Praxis wird durch die Fraktionen eine ungeschriebene Tradition praktiziert, wonach die Sitze nach der sogenannten Zauberformel verteilt werden: die drei stärksten Parteien SVP, SP und FDP erhalten je zwei Sitze, die viertstärkste Partei Die Mitte erhält einen Sitz. Rücktritte während der Amtszeit sind nicht ungewöhnlich, sondern werden auch aus strategischen Gründen zeitlich gesetzt, um der Partei den Sitz zu sichern oder der Partei ausserhalb von Wahlkampfzeiten mehr Sichtbarkeit zu verschaffen. Solche strategischen Rücktritte sind nicht unumstritten. Scheidet ein Bundesratsmitglied vor Ablauf der Amtsdauer aus, wird die Nachfolge bei einer Ersatzwahl für den Rest der Amtsdauer bestimmt.

## Kandidatenfindung

### Traditionen bei Kandidatensuche
Bei Bundesratswahlen sind alle stimmberechtigten, volljährigen Schweizer unabhängig des Geschlechts wählbar. Eine Kandidatur sieht das Wahlrecht nicht vor, die Fraktionen haben jedoch das Recht, Wahlvorschläge einzureichen. Traditionell wird bei Ersatzwahlen der Anspruch der Partei des zurücktretenden Bundesratsmitglieds von anderen Parteien nicht bestritten. So teilte etwa die FDP bereits kurz nach Amherds Rücktritt mit, dass ihre Fraktion den Sitz der Mitte nicht bestreite.
Die Wahlvorschläge für das Bundesratsamt – im öffentlichen Diskurs auch «Tickets» genannt –   werden in der Regel nach folgendem Ablauf bestimmt: Zunächst schlagen Kantonalparteien Kandidaten vor, die von der eigenen Fraktion angehört werden. Im Anschluss stehen die Kandidaten in weiteren Hearings auch den anderen Fraktionen Rede und Antwort. Die Wahlempfehlung der jeweiligen Fraktion wird dann spätestens am Wahltag veröffentlicht.

### Parteiinterne Suche und Nomination
Parteipräsidium und Fraktionsvorstand der Mitte gaben am 20. Januar bekannt, dass sie zur Ermittlung allfälliger Kandidaturen eine Findungskommission unter dem Vorsitz von Parteipräsident Gerhard Pfister und Fraktionspräsident Philipp Matthias Bregy mit den weiteren Mitgliedern Charles Juillard, Pirmin Bischof, Nicolò Paganini, Marianne Binder-Keller, Isabelle Chassot und Regina Durer-Knobel eingesetzt haben. Die Mitglieder der Findungskommission konnten nicht für das Bundesratsamt kandidieren.
Die parteiinterne Bewerbungsfrist lief am Mittag des 3. Februars ab. Bis zu diesem Zeitpunkt hatte eine ganze Reihe von Politikern eine Kandidatur öffentlich abgelehnt, darunter auch solche, die von Medien als aussichtsreiche Kandidaten oder sogar als «Favoriten» genannt worden waren (siehe Liste). Die lange Reihe an Absagen sorgte für öffentliche Diskussionen über die Attraktivität des Bundesratsamtes und eine zeitgemässe personelle Ausstattung der Institution Bundesrat im Vergleich zu Staaten vergleichbarer Grösse und Bedeutung. Es fehlte auch nicht an Gespött über angebliche oder tatsächliche Bestrebungen der Mitte, die Zauberformel trotz schwierigster Kandidatenfindung im aktuellen Fall noch zu eigenen Gunsten zu verändern.
Fristgerechte Nominationen erfolgten schliesslich von zwei Kantonalparteien. Es handelte sich um den St. Galler Nationalrat und Präsidenten des Schweizer Bauernverbands Markus Ritter sowie den Zuger Regierungsrat Martin Pfister. Am 21. Februar nominierte die Mitte-Fraktion nach einer nochmaligen Anhörung beide Kandidaten offiziell zur Bundesratswahl. Das Zweierticket war von politischen Beobachtern erwartet worden.
Folgende Personen waren ebenfalls als mögliche Kandidaten im Gespräch, hatten eine Kandidatur jedoch abgelehnt:
- Gerhard Pfister, Parteipräsident und Zuger Nationalrat[29]
- Benedikt Würth, St. Galler Ständerat[30]
- Philipp Matthias Bregy, Fraktionspräsident und Walliser Nationalrat[31]
- Isabelle Chassot, Freiburger Ständerätin und Präsidentin der CS-PUK[17][32]
- Martin Candinas, Bündner Nationalrat[33]
- Heidi Z’graggen, Urner Ständerätin[33]
- Pirmin Bischof, Solothurner Ständerat[18]
- Fabio Regazzi, Tessiner Ständerat[34]
- Markus Dieth, Aargauer Finanzdirektor[35]
- Walter Thurnherr, ehemaliger Bundeskanzler[35]
- Karin Kayser, Nidwaldner Regierungsrätin[17]
- Thomas Rechsteiner, Appenzell-Innerrhoder Nationalrat[17]
- Daniel Fässler, Appenzell-Innerrhoder Ständerat[17]
- Laura Dittli, Zuger Regierungsrätin[17]
- Valérie Dittli, Waadtländer Staatsrätin[17]
- Stefan Engler, Bündner Ständerat[17]
- Yvonne Bürgin, Zürcher Nationalrätin[36]
- Reto Nause, Berner Nationalrat[36]
- Lukas Engelberger, Basler Gesundheitsdirektor[37]
- Philipp Kutter, Wädenswiler Stadtpräsident und Zürcher Nationalrat[38]
- Michaela Tschuor, Luzerner Regierungsrätin[39]
- Priska Wismer-Felder, Luzerner Nationalrätin[40]
- Andrea Gmür, Luzerner Ständerätin[41]
- Marcus Caduff, Bündner Regierungspräsident[42]
- Erich Ettlin, Obwaldner Ständerat[43]
- Christophe Darbellay, Walliser Staatsrat, ehemaliger Parteipräsident und ehemaliger Nationalrat[44]
- Elisabeth Schneider-Schneiter, Baselbieter Nationalrätin[45]
- Peter Hegglin, Zuger Ständerat[46]
- Nicole Barandun, Zürcher Nationalrätin[47]
- Marie-France Roth Pasquier, Freiburger Nationalrätin[17]
- Lorenz Hess, Berner Nationalrat[44]
- Astrid Bärtschi, Berner Regierungsrätin[44]

### Diskussion ausserhalb der Mitte-Partei
Wenige Tage vor Ablauf der Nominationsfrist lag nur die Kandidatur von Bauernverbandspräsident Markus Ritter vor. SP-Nationalrat und früherer Fraktionschef Roger Nordmann drohte damit, eine Person der Grünliberalen Partei (GLP) zu wählen, falls die Mitte-Fraktion nur eine Person vorschlägt («Einerticket»). Die Grüne-Präsidentin Lisa Mazzone und FDP-Fraktionschef Damien Cottier verlangten ebenfalls von der Mitte-Partei eine Auswahl an Kandidaten. Als schliesslich bekannt wurde, dass zwei Männer nominiert wurden, kritisierten Vertreter der SP, GLP, Grünen und der Mitte das Fehlen einer weiblichen Kandidatur. Vertreter von FDP und SVP stellten die Qualifikation der Kandidaten ins Zentrum.

## Ergebnis
| Kandidaten              | Kandidaten              | 1. Wahlgang | 2. Wahlgang |
| ----------------------- | ----------------------- | ----------- | ----------- |
| Martin Pfister          | Martin Pfister gewählt  | 122         | 134         |
| Markus Ritter           | Markus Ritter           | 105         | 110         |
| Andere                  | Andere                  | 18          | 1           |
| Eingegangene Wahlzettel | Eingegangene Wahlzettel | 245         | 245         |
| Ungültige Wahlzettel    | Ungültige Wahlzettel    | 0           | 0           |
| Leere Wahlzettel        | Leere Wahlzettel        | 0           | 0           |
| Gültige Wahlzettel      | Gültige Wahlzettel      | 245         | 245         |
| Absolutes Mehr          | Absolutes Mehr          | 123         | 123         |

## Departementsverteilung

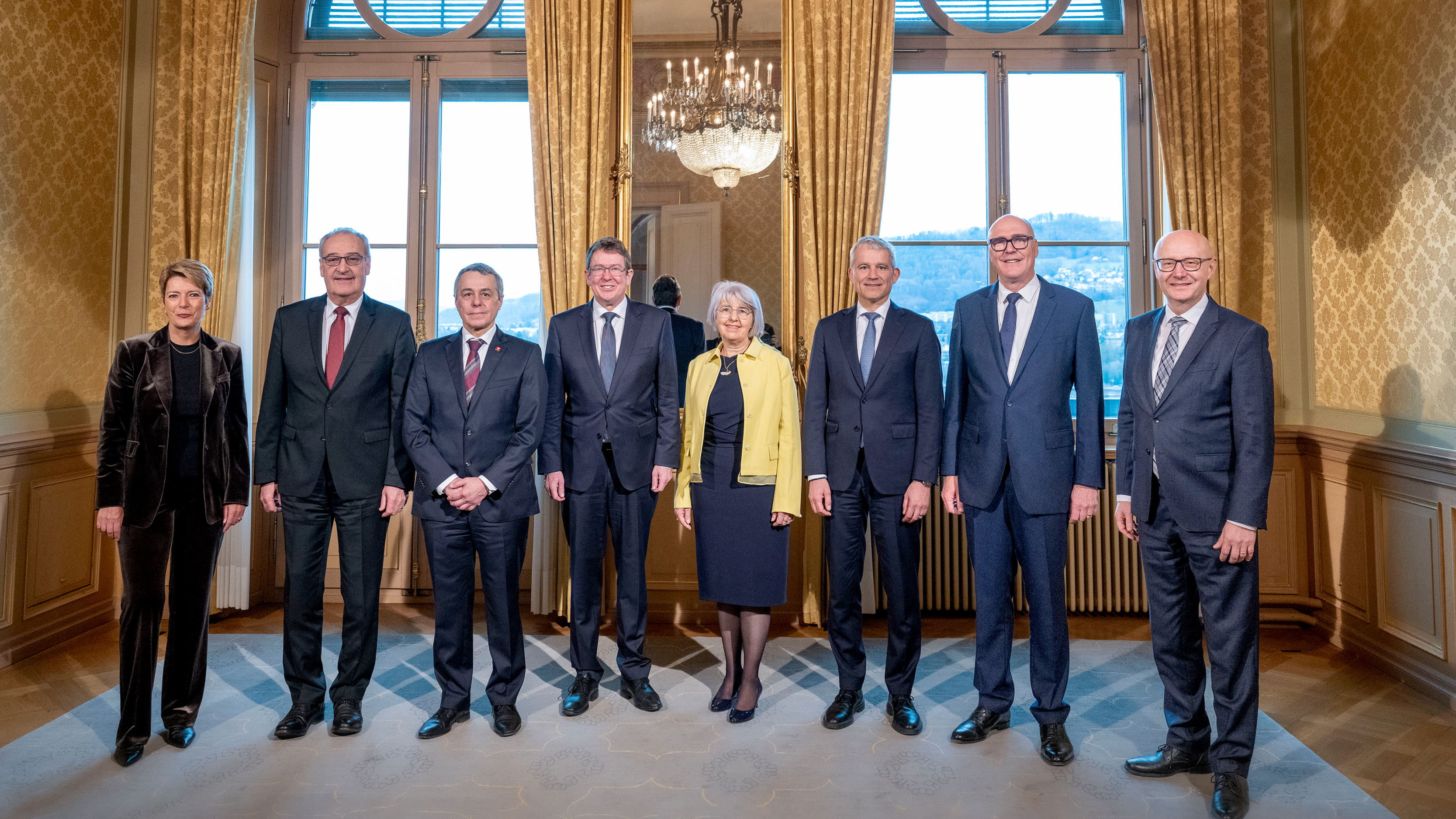
Gruppenfoto des neu zusammengesetzten Bundesrats

Die Mitglieder des Bundesrates stehen jeweils einem der sieben Eidgenössischen Departemente vor. Welches Departement durch welches Regierungsmitglied geführt wird, entscheidet der Bundesrat bei seiner Konstituierung nach jeder Gesamterneuerungs- oder Ersatzwahl. Dabei gilt gemäss Tradition das Anciennitätsprinzip. Die Mitglieder sind verpflichtet, das ihnen zugewiesene Departement zu übernehmen.
Nicht überraschend für die Schweizer Öffentlichkeit zeigten die sechs im Amt verbleibenden Bundesräte bei der Konstituierung am 14. März 2025 kein Interesse an einem Wechsel ins vakante Eidgenössische Departement für Verteidigung, Bevölkerungsschutz und Sport (VBS), das somit Martin Pfister übernahm. Der Bundesrat bestätigte die Verteilung bei seiner Sitzung vom 2. April 2025 formell.
Der Bundesrat in veränderter Besetzung nahm seine Arbeit offiziell am 1. April 2025 auf.